# Crise dos refugiados sudaneses de 2023
A crise dos refugiados sudaneses de 2023 refere-se a uma crise de refugiados iniciada na África em meados de abril de 2023, após a eclosão do conflito no Sudão em 2023. Até 4 de junho de 2023, mais de 425.000 fugiram do país, enquanto 1,8 milhão foram deslocados internamente. Entre eles estavam diplomatas, cidadãos e estrangeiros de países como Somália, Eritreia, Brasil, Estados Unidos, Reino Unido, Quênia e Uganda. Outros milhares foram relatados como deslocados, principalmente residentes de Cartum. Em 24 de abril de 2023, vários países, incluindo Chade e Sudão do Sul, relataram vários milhares de civis, alguns chegando de ônibus, carro ou a pé em condições extremamente perigosas.
A grande maioria desses civis entrou no vizinho Chade, com a ONU relatando que a maioria dessas pessoas veio de Darfur e Cartum, mas milhares se mudaram para outros países. The Guardian e as Nações Unidas relataram 30.000 refugiados  no Chade, 30.000 no Sudão do Sul, 110.000 no Egito,  mais de 11.000 pessoas  (incluindo 1.400 cidadãos turcos ) na Etiópia e cerca de 6.000 na República Centro-Africana. Várias pessoas teriam ficado presas ou deslocadas em todo o país devido ao aumento da violência e uma crise humanitária que afetou 16 milhões de civis.

## Antecedentes
Em 15 de abril de 2023, as Forças de Apoio Rápido lançaram um ataque surpresa a várias bases do exército sudanês em todo o país, inclusive na capital Cartum. As Forças de Apoio Rápido afirmaram ter capturado o Aeroporto Internacional de Cartum, o Aeroporto de Merowe, o Aeroporto de El Obeid, bem como uma base em Soba. Os confrontos entre as Forças de Apoio Rápido e as Forças Armadas do Sudão eclodiram no Palácio Presidencial e na residência do general Abdel Fattah al-Burhan, com ambos os lados reivindicando o controle dos dois locais. Em resposta, as Forças Armadas anunciaram o fechamento de todos os aeroportos do país, e a Força Aérea Sudanesa realizou ataques aéreos em posições das Forças de Apoio Rápido em Cartum com tiros de artilharia sendo ouvidos em diferentes partes da cidade. Os combates continuaram nas semanas seguintes e se espalharam para a região de Darfur, que se recupera de uma guerra civil e de um genocídio na década de 2000.

### Refugiados antes do conflito de 2023
Antes do conflito, milhares de refugiados fugiram do Sudão durante antigos conflitos, principalmente suas guerras civis ou na Guerra do Darfur, deixando pelo menos 400.000 sudaneses na fronteira com o Chade e centenas de milhares mais em países vizinhos, como o Sudão do Sul e o Egito.

## Movimentos de refugiados

### Pessoas deslocadas internamente
As Nações Unidas disseram em 26 de abril que os combates no Sudão produziram cerca de 700.000 deslocados internos. Milhares de residentes fugiram de Cartum a pé ou de carro para partes mais seguras do país. Alguns deles enfrentaram dificuldades como a presença de bloqueios e assaltos nas estradas. O Conselho Norueguês de Refugiados disse que havia cerca de 300 refugiados de Cartum que fugiram para o sudeste, para El-Gadarif. 3.000 refugiados de Cartum fugiram para o campo de refugiados de Tunaydbah, que já abriga 28.000 refugiados etíopes, no leste do Sudão, enquanto pelo menos 20.000 fugiram para Wad Madani. Até 30.000 pessoas, principalmente refugiados sul-sudaneses, deslocaram-se do sul de Cartum para o estado do Nilo Branco, que faz fronteira com o Sudão do Sul. Acredita-se que até 37.000 pessoas tenham sido deslocadas em Nyala, a capital do sul de Darfur.

### Países

#### Chade

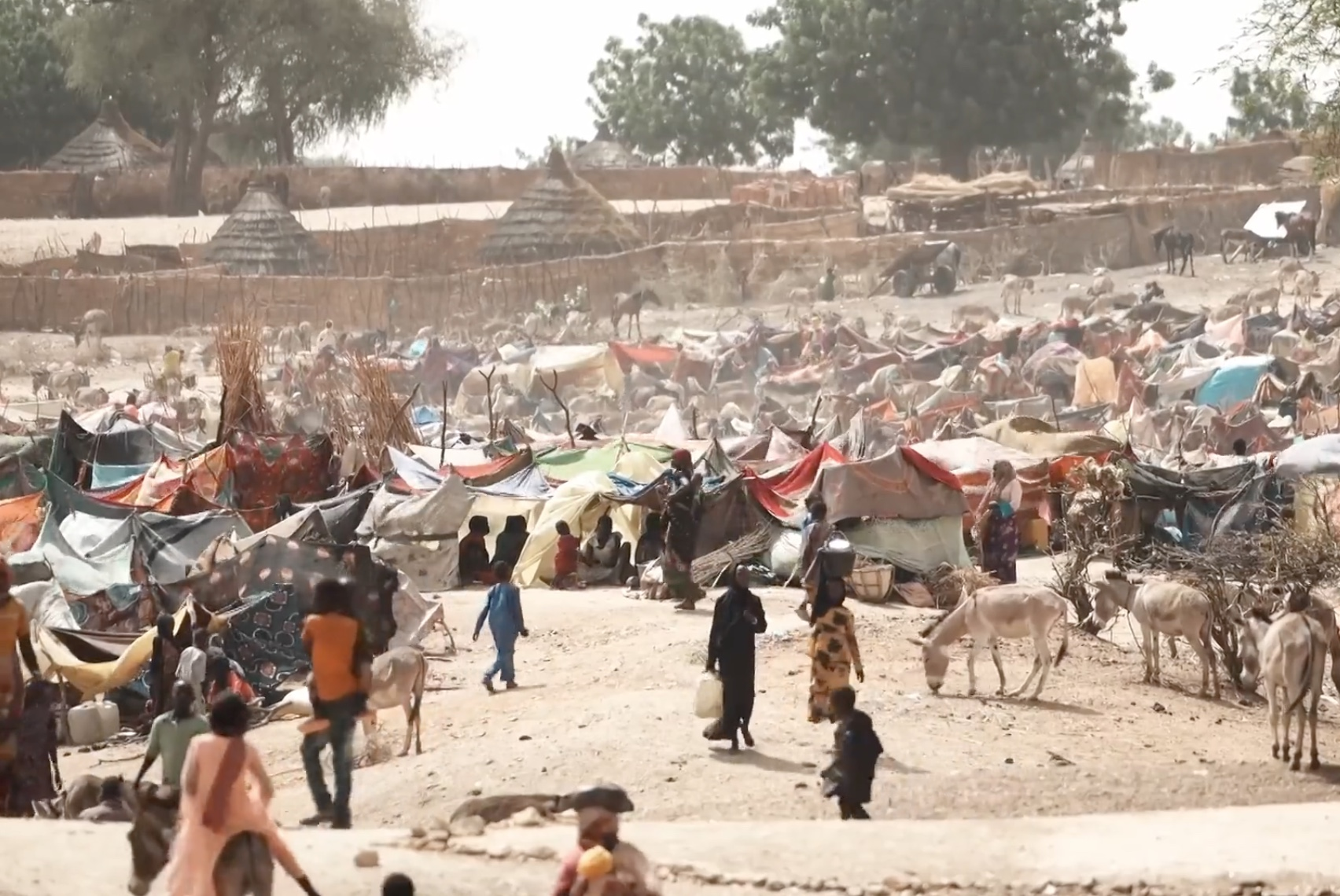
Refugiados sudaneses no Chade

Em 15 de abril de 2023, o Chade relatou milhares de refugiados passando pela fronteira agora fechada entre o país e o Sudão. Nos dias seguintes, a ONU relatou um afluxo volumoso de refugiados, principalmente vindos de Darfur, chegando a 20.000 pessoas em 19 de abril e mais de 60.000 em 12 de maio. A ONU anunciou mais tarde que os refugiados careciam de necessidades básicas, como comida e abrigo. Os relatórios também sugeriram que a maioria deles eram mulheres e crianças.

#### Sudão do Sul
Em 24 de abril de 2023, o condado de Renk, no Sudão do Sul, relatou milhares de refugiados que buscavam abrigo no país. As autoridades estimaram o volume de refugiados em pelo menos 10.000 pessoas, três quartos das quais eram sul-sudaneses que haviam fugido para o norte para escapar dos conflitos internos e o restante consistia em sudaneses e outros cidadãos africanos. Os refugiados eram principalmente mulheres e crianças que também careciam de várias necessidades básicas. As autoridades relataram 6.500 pessoas em 22 de abril, 3.000 em 23 de abril e pelo menos 500 pessoas em 24 de abril. Também relataram vários sul-sudaneses, sudaneses, ugandenses, quenianos, eritreus e somalis. Em 4 de maio, o número havia subido para 30.000. As Nações Unidas informaram que esperavam um total combinado de até 270.000 refugiados cruzando para o Sudão do Sul e o Chade.

#### Egito
Em 23 de abril de 2023, centenas de civis teriam chegado à fronteira egípcia principalmente em ônibus, sendo a maioria mulheres e crianças que fugiram de cidades devastadas pela guerra. Essas pessoas receberam asilo e o Egito instou os civis a irem para a passagem de fronteira terrestre em Wadi Halfa ou para Port Sudan para evacuação ou segurança. O Egito informou que 42.300 pessoas, 40.000 das quais eram sudanesas, entraram no país pelo Sudão. O número aumentou para 64.000 em 9 de maio. Dois campos operados pelo Crescente Vermelho foram criados para fornecer ajuda aos refugiados. Em 19 de maio, a ONU estimou o número total de refugiados no Egito em 110.000, tornando-o o maior destino para refugiados sudaneses, com cerca de 5.000 pessoas chegando diariamente ao país.

#### Outros países
Mais de 11.000 pessoas fugiram para a Etiópia, incluindo 1.400 cidadãos turcos. Cerca de 6.000 pessoas fugiram para a República Centro-Africana. Cerca de 3.000 pessoas foram evacuadas para Djibuti.

## Controvérsia
As críticas foram feitas às missões diplomáticas que operam no Sudão por sua resposta lenta em ajudar os requerentes de visto sudaneses cujos passaportes foram deixados para trás em embaixadas após o fechamento durante os esforços de evacuação, impedindo-os de deixar o país.
Em 7 de maio de 2023, The Guardian relatou que centenas de refugiados eritreus foram retirados de campos perto da fronteira eritreia-sudanesa. Vários civis eritreus disseram que o Exército da Eritreia levou vários civis de volta ao país à força. Alguns dos detidos seriam ativistas que haviam fugido da ditadura do presidente Isaias Afwerki e do recrutamento militar. 95 pessoas foram enviadas para a prisão à força com severas punições entre elas, oito sendo mulheres.